# Minipivovar Bílovec
Pivovar Zobak je minipivovar ve městě Bílovec nedaleko Ostravy. Majitel Petr Holub založil pivovar jako doplněk k již provozovanému hotelu U Holubů. Technologie pivovaru byla zakoupena roku 2012 z kladenského pivovaru U Kozlíků, který v té době zvyšoval kapacitu výroby. Pivo Zobak je vařeno klasickou dvourmutovou metodou a je nefiltrované a nepasterizované.

## Nabízené druhy piva

### Stálá nabídka
- Zobak 10° světlá
- Zobak 12° světlá
- Zobak 12° polotmavá

### Speciály
- Zobak 13° světlá speciál – leden 2013
- Zobak 16° polotmavá – s příchutí skořice a badyánu, konec roku 2012